# Los Gliders
Los Gliders fueron un grupo mexicano de rock and roll activo entre 1958 y 1967. Originarios de la Ciudad de México, se destacaron por su participación en la primera ola del rock mexicano y por temas como “La Llorona Loca”, que tuvo amplia difusión en la radio nacional.

## Historia
La banda se formó en 1958 en la Colonia Moctezuma de la Ciudad de México, bajo la iniciativa de Héctor González Torres. Los miembros fundadores incluyeron a Carlos Guevara, Raúl Ordóñez, los hermanos Héctor, Mario y Sergio González, y su primo Juan Ávila. Poco tiempo después, Raúl y Sergio abandonaron el grupo.
En 1960, grabaron su primer sencillo: “La Rebeldona” y “¿Por qué no bailas rock?”, que les dio notoriedad en la escena nacional. En 1961 lanzaron “La Llorona Loca” y “Algo un poco diferente”, ambos con buena recepción en la radio.
El 29 de octubre de 1962 se editó su primer álbum de larga duración (LP), producido por Paco de la Barrera. En ese momento, los integrantes tenían las siguientes edades:
- Héctor González: 18 años
- Juan Ávila: 18 años
- Carlos Guevara: 21 años
- Mario González: 12 años (considerado uno de los músicos más jóvenes del rock and roll mexicano)

El grupo grabó tres discos con Discos Orfeón y se mantuvo activo hasta 1967.

## Miembros

### Formación principal
- Carlos Guevara – voz, bajo (primer disco)
- Mario González – requinto
- Juan Ávila González – batería
- Héctor González – guitarra

### Otros integrantes
- Sergio González – bajo
- Raúl Ordóñez – guitarra
- Fernando Meléndez – voz (segundo y tercer disco)

## Discografía
- Los Gliders (1962)
- El Esqueleto (1964)
- Explosivos del 65 (1965)

## Éxitos destacados
- “La Rebeldona”
- “Llorando por ti”
- “La Llorona Loca”
- “Me torcieron”
- “Sabueso”
- “Corazón desenfrenado”
- “¿Por qué no bailas rock?”
- “Santa trae a mi chica”
- “Mandrake”
- “Auxilio”

## Legado
Las canciones de Los Gliders han sido incluidas en varios compilados de rock and roll mexicano y algunos de sus LP han sido remasterizados en formato estéreo bajo el sello Orfeón. Juan Ávila González, baterista original del grupo, colaboró posteriormente con la banda Los Ovnis.
En enero de 2025, Juan Ávila González falleció en la Ciudad de México.